# Omoikane
Omoikane (思金) ou Yagokoro-Omoikane no mikoto (八意思金命) au Sanctuaire de Chichibu et Tokoyo-Omoikane-no-Kami dans le Kojiki. 
Omoikane est, dans le shintoïsme, la déité de l'Intelligence et de la réflexion (omoi-kane signifiant "rassembler ses pensées") et du conseil avisé. Michel Revon l'appelle un dieu de la ruse. 
Omoikane a été enfanté par Takamimusubi-no-kami. Il semble personnifier une sorte de réflexion collective, de brain storming divin, la raison pour laquelle il est toujours convoqué. C'est, par exemple, lui qui concocte le plan pour faire sortir Amaterasu de la grotte céleste de Ame-no-Iwato, où elle s'est enfermée. Ses réponses sont toujours catégoriques, mais pas toujours avisées, et c'est ce qui fait dire à Revon qu'il est un dieu de la ruse. En effet, les dieux demandent à Oimoikane ses conseils à 5 reprises. 
La première fois, Amaterasu et Takamimusubi demandent uniquement de l'aide à Omoikane, et elle répond. La seconde fois, ils demandent de l'aide à tous les Kami, mais seul Omoikane répond. Les troisième et quatrième fois, les conseils de tous les kami sont demandés, et tous les kami répondent ainsi qu'Omoikane. La cinquième et dernière fois, tous les kami répondent, mais pas Omoikane. Par la suite, Omoikane participe au mythe de Tenson kōrin, . Le Shintoïsme étant chargé de symbolisme et de mysticisme, en particulier dans ces textes sacrés, cet enchainement d'événements ne semble pas être une coïncidence : les Amatsukami perdent lentement confiance en lui, puis l'envoient sur terre avec la charge Yata-no-Kagami - en tant que Mitamashiro d'Amaterasu - et d'aider aux affaires liées à la gouvernance. 
Relativement peu de sanctuaires sont dédiés à Omoikane - peut être à cause de son manque d'efficacité, ou peut être par ce qu'il suscite la méfiance. Parmi les plus prestigieux se trouve Chichibu-jinja, Togakushi-jinja et il semblerait être aussi l'une des déités secondaires du Naikū d'Ise.